# Maximo: Ghosts to Glory
Maximo: Ghosts to Glory (также известная как Maximo в Европе и Японии) — это 3D hack and slash платформер разработанный и изданный Capcom для PlayStation 2. Игра, основана на вселенной Ghosts n' Goblins, но содержит оригинальных персонажей созданных мангакой Сусуму Мацуситой. У игры есть сиквел Maximo vs. Army of Zin, вышедший в 2003 году на PlayStation 2.

## Игровой процесс
Игра представляет собой приключенческий боевик в трёхмерном мире. Персонаж сражается с большим количеством врагов используя щит и меч, как и в серии Ghosts n' Goblins, если персонаж получает урон, то он теряет свою броню, а пропустив ещё один удар — умирает. Потеряв все жизни игрок может откупиться от смерти и продолжить, но цена с каждым разом будет возрастать. В игре пять миров, каждый из которых содержит четыре этапа и битву с боссом.

## Сюжет
Рыцарь Maximo, вернувшись с очередного воинского похода, обнаружил своё королевство разграбленным. Королевский советник Achille вызвал злого демона на землю. Теперь все дороги заполнены ордами мертвецов, а четыре мудрых волшебницы были заточены в четыре башни, расположенные в разных углах королевства. Кроме всего этого, Achille вынудил подругу Maximo принцессу Софию выйти за него замуж, и теперь игроку предстоит спасти волшебниц, восстановить мир и порядок в королевстве и вернуть себе свою девушку.

## Разработка
Игра стала попыткой совместить мир игры Ghosts 'n Goblins с художественным стилем мангаки Сусуму Мацуситы. Изначально игра разрабатывалась для Nintendo 64, позднее целевой платформой стала Dreamcast, а после этого PlayStation 2.
Дизайнеры пытались сделать игру в старом стиле и рисовали уровни карандашом и ручкой. Саундтрек игры составили ремиксы мелодий из Ghouls 'n Ghosts, написанные Томми Талларико.

## Оценки прессы
| Сводный рейтинг         | Сводный рейтинг |
| Агрегатор               | Оценка          |
| ----------------------- | --------------- |
| GameRankings            | 84,87 %         |
| Metacritic              | 84/100          |
| Иноязычные издания      |                 |
| Издание                 | Оценка          |
| AllGame                 | [ 5 ]           |
| Edge                    | 7/10            |
| EGM                     | 8,5/10          |
| Eurogamer               | 8/10            |
| Famitsu                 | 31/40           |
| Game Informer           | 9/10            |
| GamePro                 | [ 11 ]          |
| GameRevolution          | B               |
| GameSpot                | 7,9/10          |
| GameSpy                 | 90 %            |
| GameZone                | 9/10            |
| IGN                     | 9,2/10          |
| OPM                     | [ 17 ]          |
| The Cincinnati Enquirer | [ 18 ]          |
| Maxim                   | 6/10            |

Maximo: Ghosts to Glory получила в основном положительные рецензии. Оценка на Metacritic составила 84/100. Японский журнал Famitsu оценил игру на 31 из 40.
Игра продалась в Северной Америке тиражом более чем 400 000 экземпляров и получила статус «PlayStation 2 Greatest Hits». Медиапортал IGN включил игру в список 10 самых сложных игр на PS2.